# Satai
Satai è una suddivisione dell'India, classificata come nagar panchayat, di 8.293 abitanti, situata nel distretto di Chhatarpur, nello stato federato del Madhya Pradesh. In base al numero di abitanti la città rientra nella classe V (da 5.000 a 9.999 persone).

## Geografia fisica
La città è situata a 24° 43' 48 N e 79° 38' 24 E.

## Società

### Evoluzione demografica
Al censimento del 2001 la popolazione di Satai assommava a 8.293 persone, delle quali 4.357 maschi e 3.936 femmine. I bambini di età inferiore o uguale ai sei anni assommavano a 1.710, dei quali 868 maschi e 842 femmine. Infine, coloro che erano in grado di saper almeno leggere e scrivere erano 3.324, dei quali 2.246 maschi e 1.078 femmine.